# Rainer Kresken

## Biographie
Reiner Kresken est un astronome amateur allemand, ingénieur aéronautique de profession.
Le Centre des planètes mineures le crédite de la découverte de treize astéroïdes numérotés, toutes effectuées en septembre 2009 avec la collaboration de Matthias Busch.
L'astéroïde (464150) Kresken est nommé en son honneur.

## Découvertes
| (225254) Flury           | 10 septembre 2009 |
| (228135) Sodnik          | 13 septembre 2009 |
| (228136) Billary         | 13 septembre 2009 |
| (251621) Lüthen          | 10 septembre 2009 |
| (264045) Heinerklinkrad  | 13 septembre 2009 |
| (266725) Vonputtkamer    | 13 septembre 2009 |
| (274856) Rosendosalvado  | 13 septembre 2009 |
| (274860) Emilylakdawalla | 13 septembre 2009 |
| (281772) Matttaylor      | 13 septembre 2009 |
| (321453) Alexmarieann    | 10 septembre 2009 |
| (379173) Gamaovalia      | 10 septembre 2009 |
| (429084) Dietrichrex     | 13 septembre 2009 |
| (481993) Melaniezander   | 13 septembre 2009 |